# Marian Turski
Pour les articles homonymes, voir Turski.
Marian Turski, né le 26 juin 1926 sous le nom de Mosze Turbowicz à Druskieniki (dans la voïvodie de Wilno, actuellement en Lituanie) et mort à Varsovie le 18 février 2025,, est un historien et journaliste polonais survivant de la Shoah.

## Biographie
À partir de 1942, il se trouve dans le ghetto de Łódź, d'où il est déporté en août 1944 au camp de concentration et d'extermination d'Auschwitz-Birkenau. En janvier 1945, lors de l'évacuation du camp, il survit à la marche de la mort des prisonniers d'Auschwitz jusqu'à Wodzisław Śląski, d'où il est transporté au camp de Buchenwald.
Après la fin de la Seconde Guerre mondiale, il s'installe à Varsovie. Il s'inscrit à l'organisation de jeunesse du Parti ouvrier polonais avant de travailler au Département de la presse du Parti ouvrier unifié polonais au pouvoir. À partir de 1958, il dirige le service historique de l'hebdomadaire Polityka.
En mars 1965, il participe à la marche organisée par Martin Luther King contre la ségrégation raciale dans le Sud des États-Unis, de Selma à Montgomery.
Il est vice-président de l'association de l'Institut historique juif de Pologne, membre du conseil d'administration de l'Association des anciens combattants et victimes de guerre juifs pendant la Seconde Guerre mondiale, membre du Conseil international d’Auschwitz (pl) et d'autres institutions consacrées à la préservation de la mémoire de la Shoah. Il est également président du conseil du Musée de l'Histoire des Juifs de Pologne POLIN.
Le 28 janvier 2019, il prononce un discours devant l'Assemblée générale des Nations unies à l'occasion de la Journée internationale dédiée à la mémoire des victimes de l'Holocauste.
Fin janvier 2025, il co-préside à la cérémonie de commémoration de la libération du camp d'Auschwitz-Birkenau 80 années auparavant.
Il meurt en février suivant.

## Famille
Il est marié à Halina Paszkowska-Turska (pl) (1927-2017), qui a collaboré avec de nombreux cinéastes polonais comme ingénieure du son. Leur fille est la flûtiste Joanna Turska.

## Distinctions
- Récipiendaire de la croix du Mérite polonaise (1946)
- Commandeur avec étoile de l'ordre Polonia Restituta (1997)
- Officier de la Légion d'honneur (2011)
- Commandeur de l'ordre du Mérite de la République fédérale d'Allemagne (2013)
- Insigne du Mérite pour la Protection des Droits de l'Homme (2015)
- Médaille d'or du Mérite culturel polonais Gloria Artis (2015)
- Citoyen d'honneur de la ville de Varsovie (2018)
- Officier de l'ordre de Mérite du Grand-Duché de Luxembourg (2020)[4]